# NFL 1923
Die NFL-Saison 1923 war die vierte Saison der US-amerikanischen Footballliga National Football League (NFL). Meister der Liga wurden die Canton Bulldogs.
Mit den Duluth Kelleys und den St. Louis All Stars traten zwei neue Mannschaften in der Meisterschaft an. Die Cleveland Indians kehrten nach einem Jahr Pause wieder in den Wettkampfbetrieb zurück. Die Evansville Crimson Giants waren nicht mehr dabei.

## Tabelle
| Team                     | S  | N  | U | SQ    |
| ------------------------ | -- | -- | - | ----- |
| Canton Bulldogs          | 11 | 0  | 1 | 1,000 |
| Chicago Bears            | 9  | 2  | 1 | 0,818 |
| Green Bay Packers        | 7  | 2  | 1 | 0,778 |
| Milwaukee Badgers        | 7  | 2  | 3 | 0,778 |
| Cleveland Indians        | 3  | 1  | 3 | 0,750 |
| Chicago Cardinals        | 8  | 4  | 0 | 0,667 |
| Duluth Kelleys           | 4  | 3  | 0 | 0,571 |
| Buffalo All-Americans    | 5  | 4  | 3 | 0,556 |
| Columbus Tigers          | 5  | 4  | 1 | 0,556 |
| Racine Legion            | 4  | 4  | 2 | 0,500 |
| Toledo Maroons           | 3  | 3  | 2 | 0,500 |
| Rock Island Independents | 2  | 3  | 3 | 0,400 |
| Minneapolis Marines      | 2  | 5  | 2 | 0,286 |
| St. Louis All Stars      | 1  | 4  | 2 | 0,200 |
| Hammond Pros             | 1  | 5  | 1 | 0,167 |
| Dayton Triangles         | 1  | 6  | 1 | 0,143 |
| Akron Pros               | 1  | 6  | 0 | 0,143 |
| Oorang Indians           | 1  | 10 | 0 | 0,091 |
| Louisville Brecks        | 0  | 3  | 0 | 0,000 |
| Rochester Jeffersons     | 0  | 4  | 0 | 0,000 |